# Туризм в Республике Коми

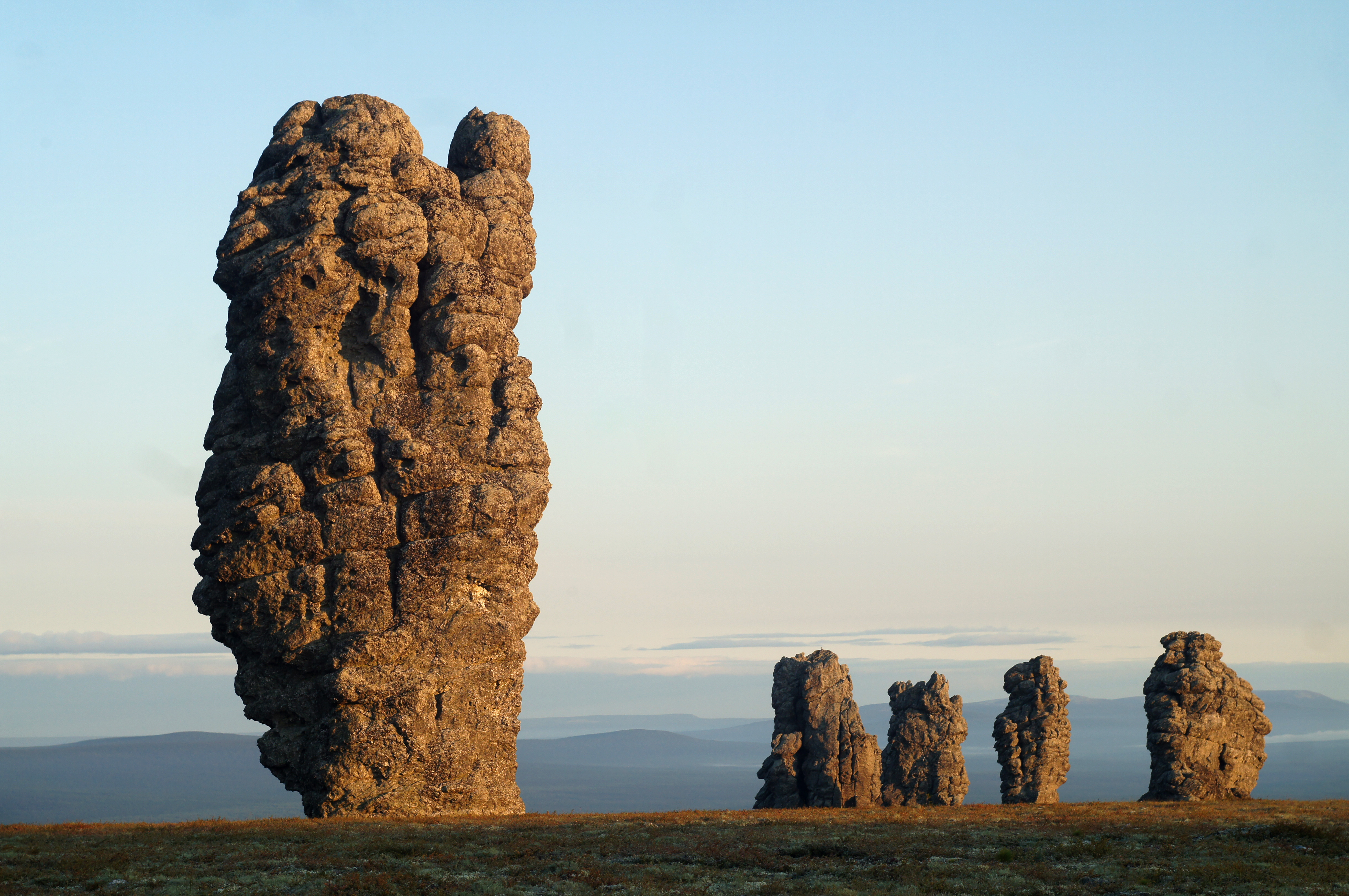
Столбы выветривания на плато Маньпупунёр

Туризм в Республике Коми — одна из отраслей экономики республики Коми. Ввиду малоосвоенности земель в республике природа сохранилось в первозданном виде. По этой причине среди туристов распространёны экотуризм и рыбалка.

## Водный туризм
В республике водный туризм осуществляется как в форме экстремальных спортивных сплавов, так и в форме охотничье-рыболовного и экологического туризма. Нередко они совмещаются. Как утверждает республиканское агентство по туризму, популярны сплавы по рекам бассейнов Печоры (Пижма, Лемва, Кожим) и  Северной Двины (Сысола, Вычегда).

## Природные достопримечательности
- Гора Манарага
- Девственные леса Коми (ВНЮ) на территории Печоро-Илычского заповедника и национального парка «Югыд ва»
- Столбы выветривания на плато Маньпупунёр (ВНЮ) в Печоро-Илычском заповеднике являются одним из семи чудес России

## Фестивали, праздники
- Зимняя Ыбица – спортивно-развлекательный праздник в селе Ыб
- Усть-Цилемская горка – хороводный праздник в селе Усть-Цильма, проходящий на Петров день
- Ыбица – мультифестиваль культуры фино-угорских народов в селе Ыб
- Черинянь гаж – праздник рыбного пирога, гастрономический фестиваль